# Rosalyn Higgins

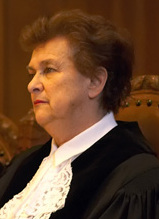
Rosalyn Higgins

Rosalyn Higgins, z domu Cohen (ur. 2 czerwca 1937 w Londynie), brytyjska prawniczka, profesor prawa międzynarodowego, sędzia Międzynarodowego Trybunału Sprawiedliwości.
Członek Instytutu Prawa Międzynarodowego. W latach 1984–1995 członek Komitetu Praw Człowieka ONZ powołanego na podstawie Paktu Praw Obywatelskich i Politycznych. Do 1995 profesor University of London.
W latach 1995–2009 sędzia Międzynarodowego Trybunału Sprawiedliwości, w lutym 2006 została prezesem Trybunału na kadencję 3-letnią (zastępując Chińczyka Shi Jiuyonga). W lutym 2009 zakończyła się zarówno jej kadencja sędziowska, jak i prezydencka; na fotelu sędziego zastąpił ją Christopher Greenwood, a nowym prezydentem Trybunału został Japończyk Hisashi Owada.
Autorka wielu pozycji naukowych z dziedziny prawa międzynarodowego, m.in. dotyczących operacji pokojowych ONZ.